# باولا آر بييتروموناكو
باولا آر بييتروموناكو هي عالمة نفس أمريكيّة، وباحثة رئيسيّة في مشروع «تنامي الزواج المبكّر» في جامعة ماساتشوستس في أمهرست. باولا هي رئيسة تحرير مجلّة إيموشن العلميّة، وهي أيضاً محرّر مشارك في قسم العلاقات الشخصيّة وعمليّات الفريق في مجلّة الشخصيّة وعلم النفس الاجتماعي.

## الحياة المهنيّة
حصلت بييتروموناكو على درجة البكالوريوس من جامعة كاليفورنيا، لوس أنجلوس في عام 1975، وحصلت في عام 1983 على درجة الدكتوراه من جامعة ميشيغان. شغلت باولا بييتروموناكو منذ ذلك الحين مناصب مختلفة في جامعات متعدّدة، إلى أن وصلت في عام 2018 إلى منصبها الحالي كأستاذٍ فخريّ في قسم علم النفس وعلوم الدماغ في جامعة ماساتشوستس في أمهرست.
شغلت بييتروماناكو منصب مدير رابطة أبحاث علم النفس الأكاديميّة والعلميّة والتطبيقيّة التابعة لجمعيّة علم النفس الأمريكيّة من عام 2014 وحتّى عام 2015، وشغلت منصب عضوٍ في المجلس التنفيذيّ لجمعيّة «الشخصيّة وعلم النفس الاجتماعيّ» منذ عام 2010 وحتّى 2016، وهي أيضاً عضوٌ في هيئة تحرير عدّة مجلّات تابعة لجمعيّة علم النفس الأمريكيّة. تحدّثت بييتروموناكو -بصفتها رئيسة تحرير مجلّة إيموشن العلميّة- عن عزمها على إعطاءِ العمليّاتِ العاطفيّةِ والمشاعر الأولويّةَ في أبحاثها، وعلى تشجيع التقارير التي تربط بين مختلف حقول الدراسة والتخصّصات الفرعيّة. وتنوي باولا آر بييتروموناكو مواصلة التركيز في مجلّة إيموشن على المنهجيّات المتنوّعة.

## الأبحاث
ركّزت بييتروموناكو في أبحاثها بشكلٍ أساسيّ على العلاقات المتقاربة وسيرها من خلال فهم العمليّات سلوكيّاً وفيزيولوجيّاً وعاطفيّا ومعرفيّاً. تضمّنت اهتماماتها البحثيّة والتعليميّة أيضا علم النفس الاجتماعي، وعلم النفس الصحّي، والشعور، وأساليب البحث.
حقّقت بييتروماناكو في إحدى دراساتها مع باحثين أخرين في كيفيّة تأثير أنماط نظريّة التعلّق بين شخصين اثنين على مستويات هرمون الكورتيزول عندهما، وفي المخاطر المستقبليّة لصحّتهما العقليّة. من المقترح أنّ يمتلك الثنائيّ الذي يتكوّن من زواجات يتمتّعن بنمط ارتباط متلهّف ومن أزواجٍ يتمتّعون بنمط ارتباط اجتنابيّ قابليّة أكبر لتطوير الاكتئاب والقلق مع مرور الوقت. وعلى نحو مماثل، فقد ذكرت بيتروموناكو في دراسة لها أجرتها بالتعاون مع باحثين آخرين أنّه من الممكن أن تؤثّر أنماط التعلّق في تصرّفات الأشخاص وطريقة تفكيرهم أثناء النزاعات الشخصيّة. أكّدت بييتروموناكو في دراساتٍ أخرى على الدور الكبير للشريك عندما يواجه الشخص حدثاً مرهقاً أو مرضاً مزمناً فيمكن –حسب هذه الدراسات- للشركاء أن يهدّئوا من روع المريض أو المرهق من خلال سلوكهم، ويمكن لهم بالمقابل أن يزيدوا من صعوبة عمليّة استعادته للعافية. وجت بييتروموناكو في دراسة أخرى قامت بها مع مجموعة من طلّاب الجامعة أنّ هناك تأثير للتجاوب على ألفة الإفصاح عن الذّات بين الأقران.